# مارجوري تايلور جرين
مارجوري تايلور جرين (بالإنجليزية: Marjorie Taylor Greene)‏ (مواليد 27 مايو 1974) هي سياسية وسيدة أعمال أمريكية من ولاية جورجيا،وهي عضو في الحزب الجمهوري.